# Agnes von Kurowsky
Agnes Hannah von Kurowsky Stanfield (Filadelfia, 5 gennaio 1892 – Gulfport, 25 novembre 1984) è stata un'infermiera statunitense che ha ispirato il personaggio "Catherine Barkley" nel romanzo di Ernest Hemingway del 1929 Addio alle armi, nonché il film del 1996 (tratto anche dalle sue note autobiografiche sul diario personale) Amare per sempre.